# ¿Dónde están los ladrones? (canción)
«¿Dónde están los ladrones?» es una canción rock escrita y cantada por la cantautora colombiana Shakira, incluida originalmente en su segundo álbum de estudio homónimo (1998). Fue incluida también en el álbum en vivo MTV Unplugged, lanzado en febrero de 2000.

## Canción
La canción fue inspirada en un episodio ocurrido a Shakira en el cual en la ciudad de Bogotá (Colombia), le fue robado su equipaje en uno de sus viajes; dentro de sus maletines llevaba las canciones compuestas para el álbum en proyecto en ese entonces. Con todo perdido y desalentada, Shakira decide completar su álbum nuevamente y compone nuevas canciones, entre ellas esta.
En una entrevista a la revista turca, Blue Jean, en 1999, dijo que el título estaba dedicado a los hombres que son los más grandes ladrones en el mundo, que roban los corazones de las mujeres y se van.
La canción incluye algunas notas de armónica tocadas por Shakira.

## Interpretaciones en vivo
La canción ha sido interpretada en algunos conciertos ofrecidos por la artista, entre ellos destaca la presentación en Róterdam (Países Bajos) dentro de su Tour de la Mangosta donde hace una crítica metafórica a la actualidad del mundo, diciendo:

En esta Roma incendiada, ¿cómo se reconocen cuáles son los cristianos y cuáles son los leones?

Hay ladrones de capucha y otros de cuello blanco. 

Hay quien roba corazones y hay quienes roban bancos. 

En esta Roma incendiada de leones y cristianos 

Crucifican a los buenos y recompensan a los malos
Shakira

La canción ha sido incluida en la lista de canciones de las siguientes giras mundiales y presentaciones:
- 2000: Tour Anfibio[2]
- 2000: MTV Unplugged
- 2002-2003: Tour de la Mangosta